# Lucas Osiander, o Velho
Lucas Osiander, o Velho (Nuremberg, 16 de dezembro de 1534  – Stuttgart, 17 de setembro de 1604) foi um teólogo alemão da Igreja Evangélica Luterana em Württemberg. Era filho do reformador Andreas Osiander, o Velho e pai de Lucas Osiander, o Jovem.

## Vida
Desde tenra idade seus pais o incentivaram a estudar, ele frequentou a escola em Nuremberg e a Universidade de Königsberg, Prússia. Em 1555 tornou-se diácono em Göppingen, em 1557 pastor e superintendente em Blaubeuren e Stuttgart. Em 1569 Osiander é nomeado pregador da corte em Württemberg e membro do Consistório. No mesmo ano foi nomeado como co-editor da composição de hinos junto com Sigmund Hemmel (1520-1565). Ele mais tarde se tornou prelado e pregador em Adelberg, Esslingen am Neckar. Em 1580 ele traduziu do alemão para o latim a Fórmula de Concórdia.
Igualmente versado em teologia e música, compôs Lucas Osiander o primeiro hinário em Württemberg de 1583 a 1586, além de músicas que falavam da reforma como a "Kantionalsätze", a fim de dar à comunidade a oportunidade da música polifônica.  Ele é o autor mais provável do coro, Deus ó Pai, ó Senhor, nós Te agradecemos (alemão "Gott Vater, Herr, wir danken dir")? sendo o mais conhecido hino luterano.
Seus comentários sobre a Bíblia foram incluídos na chamada Bíblia de Osiander, editada em Lüneburg em 1650. É a única tradução de textos bíblicos depois de Martinho Lutero.

## Família
Lucas Osiander foi casado duas vezes. Seu primeiro casamento foi em 1555 em Nuremberg com Margaret Entringer (* 1524 † 16 de janeiro de 1566), viúva do pastor de Winnenden, Caspar Leyser (nascido em 20 de julho de 1526; † final de 1554 em Nürtingen). O casal teve quatro (segundo outras fontes: cinco) filhos. São conhecidos:
- - Monica (* 1559; † 23 de julho de 1611) casada com o Superintendente Johannes Schuler Kirchheim / Teck, 8 filhos
  - Andreas Osiander, o Jovem (* 1562 em Blaubeuren, † 1617 em Tübingen)
  - Johann Osiander (* 1564 em Stuttgart, † 1626)
  - Paul (* 1565)

Após a morte de sua primeira esposa, Lucas Osiander se casa em maio de 1566 com Tabitha (nascida em 21 de dezembro de 1539 em Waldenbuch, † 22 de março 1625 em Tübingen), filha do pastor e superintendente-mor em Waldenbuch, Vitus Engel, e sua esposa Elizabeth (nascida Siglin). Deste segundo casamento resultaram sete filhos, todos nascidos em Stuttgart. As seguintes crianças são conhecidos:
- - Catharina (* 1568, † 1633 em Stuttgart,. casada com o pastor Ludwig Braitmayer (Breitmaier) em Bittenfeld)
  - Tabitha (* 1569, † 1620 em Urach)
  - Lucas (* 1571, † 1638 em Tübingen)
  - Sara (* 1573)
  - Elisabetha (* 1576)
  - Joseph (* 1589, † 1635)
  - Maria (* 1597)